# Tocantínia
Tocantínia là một đô thị thuộc bang Tocantins, Brasil. Đô thị này có diện tích 2601,587 km², dân số năm 2007 là 6663 người, mật độ 2,56 người/km².